# Бориславці
Борисла́вці (болг. Бориславци) — село в Хасковській області Болгарії. Входить до складу общини Маджарово.

## Населення
За даними перепису населення 2011 року у селі проживали 208 осіб, з них 205 осіб (98,6%) — болгари.
Розподіл населення за віком у 2011 році:
Динаміка населення: